# Supercopa da UEFA de 2010
A Supercopa da UEFA de 2010 foi a 35ª edição da Supercopa da UEFA, torneio que abre a temporada europeia. Na partida, que foi realizada no Stade Louis II, o Atlético de Madrid (campeão da Liga Europa da UEFA de 2009–10) conquistou o troféu ao derrotar a Internazionale (campeã da Liga dos Campeões da UEFA de 2009–10) por 2–0.

## Detalhes
| 27 de agosto | Internazionale | 0 – 2     | Atlético de Madrid     | Stade Louis II, Mónaco                       |
| 19:45 UTC+0  |                | Relatório | Reyes 62' · Agüero 83' | Público: 17 265 Árbitro: SWI Massimo Busacca |

| Internazionale | Atl. Madrid |

|              |    |                    |       |     |
|              |    |                    |       |     |
| GK           | 1  | Júlio César        |       |     |
| RB           | 13 | Maicon             |       |     |
| CB           | 25 | Walter Samuel      | 90+2' |     |
| CB           | 6  | Lúcio              |       |     |
| LB           | 26 | Cristian Chivu     |       |     |
| CM           | 5  | Dejan Stanković    |       | 68' |
| CM           | 4  | Javier Zanetti (c) |       |     |
| CM           | 19 | Esteban Cambiasso  |       |     |
| AM           | 10 | Wesley Sneijder    |       | 79' |
| AM           | 9  | Samuel Eto'o       |       |     |
| CF           | 22 | Diego Milito       |       |     |
| Substitutos: |    |                    |       |     |
| GK           | 12 | Luca Castellazzi   |       |     |
| DF           | 2  | Iván Córdoba       |       |     |
| DF           | 23 | Marco Materazzi    |       |     |
| MF           | 17 | McDonald Mariga    |       |     |
| MF           | 29 | Philippe Coutinho  |       | 79' |
| FW           | 27 | Goran Pandev       |       | 68' |
| FW           | 88 | Jonathan Biabiany  |       |     |
| Treinador:   |    |                    |       |     |
| Rafa Benítez |    |                    |       |     |

|               |    |                    |     |       |
|               |    |                    |     |       |
| GK            | 13 | David de Gea       |     |       |
| RB            | 17 | Tomáš Ujfaluši     |     |       |
| CB            | 21 | Luis Perea         |     |       |
| CB            | 15 | Diego Godín        |     |       |
| LB            | 18 | Álvaro Domínguez   |     |       |
| DM            | 12 | Paulo Assunção     |     |       |
| RW            | 19 | José Antonio Reyes |     | 69'   |
| AM            | 8  | Raúl García        | 89' |       |
| LW            | 20 | Simão Sabrosa (c)  | 85' | 90+1' |
| CF            | 10 | Sergio Agüero      |     |       |
| CF            | 7  | Diego Forlán       |     | 82'   |
| Substitutoss: |    |                    |     |       |
| GK            | 27 | Joel               |     |       |
| DF            | 3  | Antonio López      |     |       |
| MF            | 4  | Mario Suárez       |     |       |
| MF            | 6  | Ignacio Camacho    |     | 90+1' |
| MF            | 9  | José Manuel Jurado |     | 82'   |
| MF            | 11 | Fran Mérida        |     | 69'   |
| FW            | 22 | Diego Costa        |     |       |
| Treinador:    |    |                    |     |       |
| Quique Flores |    |                    |     |       |

## Campeão
| Supercopa da UEFA de 2010              |
| Espanha                                |
| -------------------------------------- |
| Atlético de Madrid Campeão (1º título) |